# Danderyd
Danderyd je název samosprávné obce (municipality, švédsky Danderyds kommun) v kraji Stockholm na východě Švédska. Nachází se nedaleko od severního okraje hlavního města Stockholmu. Danderyd sousedí (od severu ve směru hodinových ručiček) s těmito územně-správními celky: na severu Täby, na východě Vaxholm, na jihovýchodě Lidingö, na jihu hlavní město Stockholm, na jihozápadě Solna a na západě Sollentuna. Celé území a tedy také 100 procent obyvatelstva patří do stockholmské metropolitní aglomerace, zatímco do plošně mnohem menší stockholmské městské oblasti je statistickým úřadem započítáváno 82,4 procent obyvatel. Samosprávná obec se skládá ze čtyř částí: Danderyd, Djursholm (sídlo samosprávy), Stocksund a Enebyberg. S celkovou rozlohou 32,67 km² (z toho 16 %, tedy 6,3 km² tvoří vodní plochy, rozloha země je 26,37 km²) patří mezi nejmenší, ale rovněž nejbohatší municipality ve Švédsku.

## Historie
Danderyd jako samosprávná obec byla zřízena v rámci reformy samosprávy ve Švédsku v roce 1862, tehdejší území přibližně odpovídalo současnému. Na počátku 20. století se postupně oddělily nově vzniklé osady: nejprve Djursholm, později Stocksund. Společnost Djursholm AB byla založena 1889, stavební povolení pro Djursholm bylo vydáno v roce 1890, osada oficiálně existuje od roku 1900, v roce 1901 se stala samostatnou správní jednotkou a v roce 1914 získal Djursholm statut města. V roce 1902 byla založena Stocksundská městská společnost, od roku 1910 tato urbanizace oficiálně existuje, rozšířena byla v letech 1935 a 1942. V roce 1914 byla založena obecní komunita Enebyberg. Obecní reforma z roku 1952 neovlivnila rozdělení této oblasti. V roce 1970 bylo začleněno území ostrova Tranholmen, který do té doby patřilo k samosprávné obci Lidingö. V roce 1971, v rámci celkové reformy samosprávy, bylo definováno současné území samosprávné obce Danderyd, které sloučilo Danderyd, Djursholm, Stocksund a Enebyberg v jeden územně-správní celek. Nejvíce obyvatel má Danderyd (přes 10 tisíc), ale sídlem samosprávy je Djursholm.

## Obyvatelstvo

### Vývoj počtu obyvatel
| 1970                                         | 27 623 |
| 1975                                         | 27 168 |
| 1980                                         | 27 842 |
| 1985                                         | 28 706 |
| 1990                                         | 27 915 |
| 1995                                         | 28 684 |
| 2000                                         | 29 570 |
| 2005                                         | 30 226 |
| 2010                                         | 31 330 |
| 2015                                         | 32 421 |
| 2017                                         | 32 888 |
| Zdroj: SCB - Folkmängd efter region och tid. |        |

### Struktura obyvatelstva
Populace v municipalitě Danderyd patří mezi nejbohatší v zemi, má vůbec nejvyšší medián příjmů ve Švédsku. Jedním z důvodů jsou vysoké ceny nemovitostí, což je zase způsobeno restriktivní politikou vůči nové výstavbě v oblasti. Vysoké příjmy obyvatelstva naopak umožnily samosprávě udržovat relativně nízké místní daně.
Danderyd má také jeden z nejvyšších podílů (57 procent) vysoce vzdělaných lidí (definovaných jako post-sekundární vzdělání v délce alespoň tři roky). Švédský národní průměr je 27 procent.
K 31. prosinci 2017 činil počet osob zahraničního původu (narozených mimo Švédsko nebo oba rodiče narození v cizině) 6402 z 32 888, tedy 19,47 % populace (v roce 2002 tento podíl činil pouze 15,16 procent).

## Veřejná doprava
Danderyd je součástí Stockholmské aglomerace, a proto je též součástí stockholmského dopravního systému. Nachází se zde dvě stanice stockholmského metra (švédsky Stockholms tunnelbana), a to Danderyds sjukhus (velká nemocnice) ) a Mörby centrum (u této stanice metra je velké obchodní centrum), dále hustá síť autobusových spojů (Storstockholms Lokaltrafik). Na území municipality je také několik zastávek úzkorozchodné příměstské železnice (Roslagsbanan).
Přes území Danderydu vede evropská silnice E18 (jejíž celková délka činí skoro 1900 km) a to úsek mezi Stockholmem a Täby. V tomto úseku má silnice charakter dálnice, ze Stockholmu vede na sever, mostem přes mořský záliv Stocksundet se dostává na území Danderydu, před Enebybergem se stáčí severovýchodním směrem a krátce nato opouští území municipality.
V Danderydu má sídlo společnost Hector Rail AB, švédský železniční dopravce, který se specializuje na nákladní železniční dopravu ve Švédsku, Norsku a Dánsku a také mezi Švédskem a německým terminálem Herne (přes (Öresundský most). Lokomotivy Hector Rail jsou používány také v osobní dopravě, ale u jiných dopravců.

## Pamětihodnosti
- Zámek Djursholm: původní budovu pravděpodobně postavil Nils Eskilsson Banér v 15. století. Svante Gustavsson Banér zámek přestavěl víceméně do současné podoby v 16. století. V 90. letech 19. století byl zámek obnoven v barokním slohu. Ve čtyřech sálech jsou zachovány štukové stropy z druhé poloviny 17. století. Zámek nyní funguje jako radnice pro celou municipalitu Danderyd, veřejnost si může pronajmout společenskou místnost na svatby a jiné akce.
- Kaple Djursholm byla dokončena v roce 1902 podle návrhů Fredrika Lilljekvista, autorem oltářních maleb je Natanael Beskow, který v té době byl místním vikářem.
- Vila Pauli je velká vila z roku 1907 na ulici Strandvägen v centrální částí Djursholmu, jejím architektem byl Ragnar Östberg (navrhl např. Stockholmskou radnici nebo přestavbu paláce na ostrůvku Strömsborg v centru Stockholmu). Kromě této vily se zde nachází ještě několik dalších staveb od různých významných architektů.
- Viktor Rydbergs Samskola je budova střední školy v Djursholm, architekt Georg A. Nilsson, její součástí je observatoř a skleník. Současný název školy je na počest místního rodáka, významného švédského spisovatele 19. století.
- Kostel Danderyd je farní kostel ve farnosti Danderyd (diecéze Stockholm).

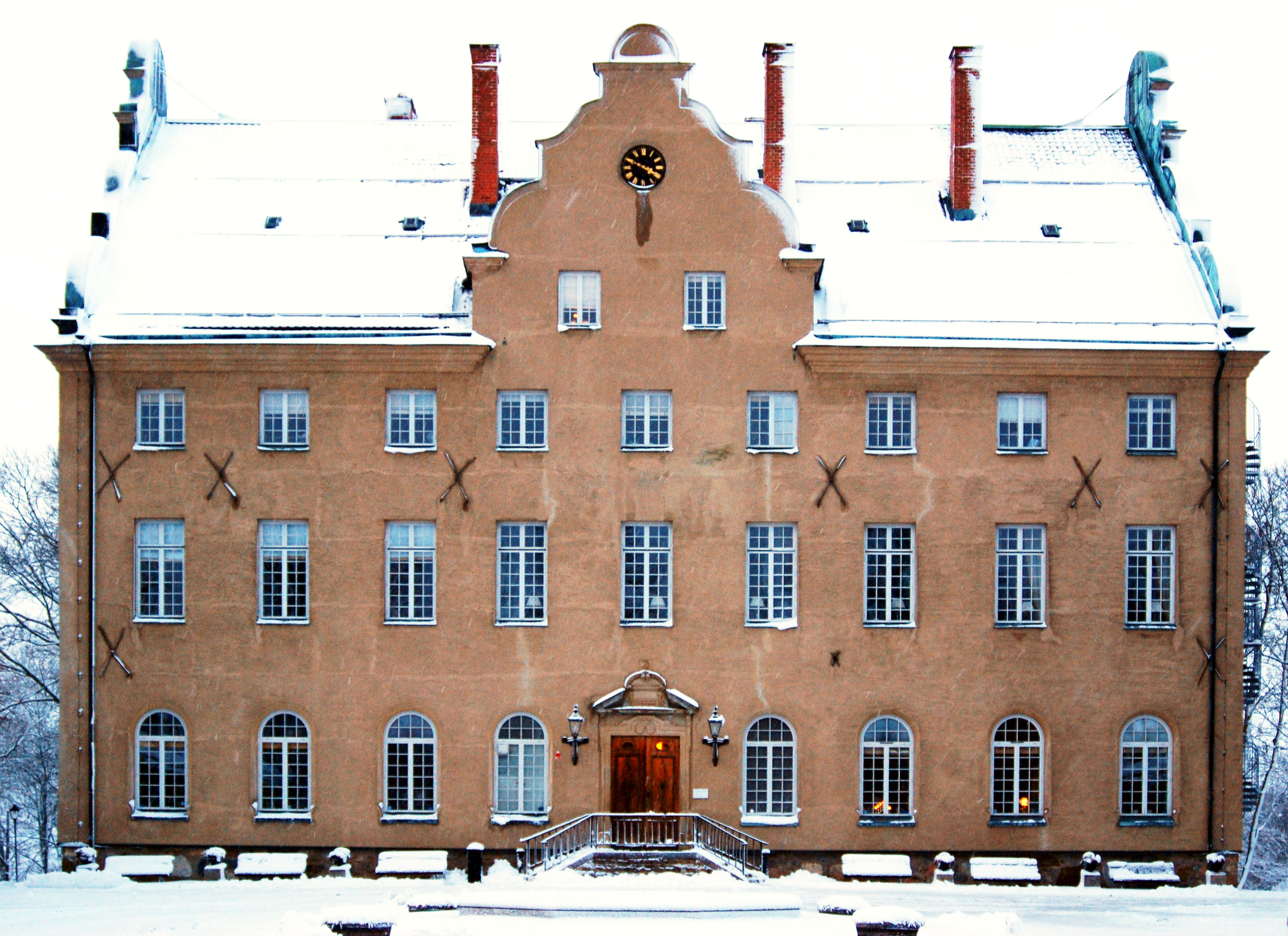
zámek Djursholm v zimě
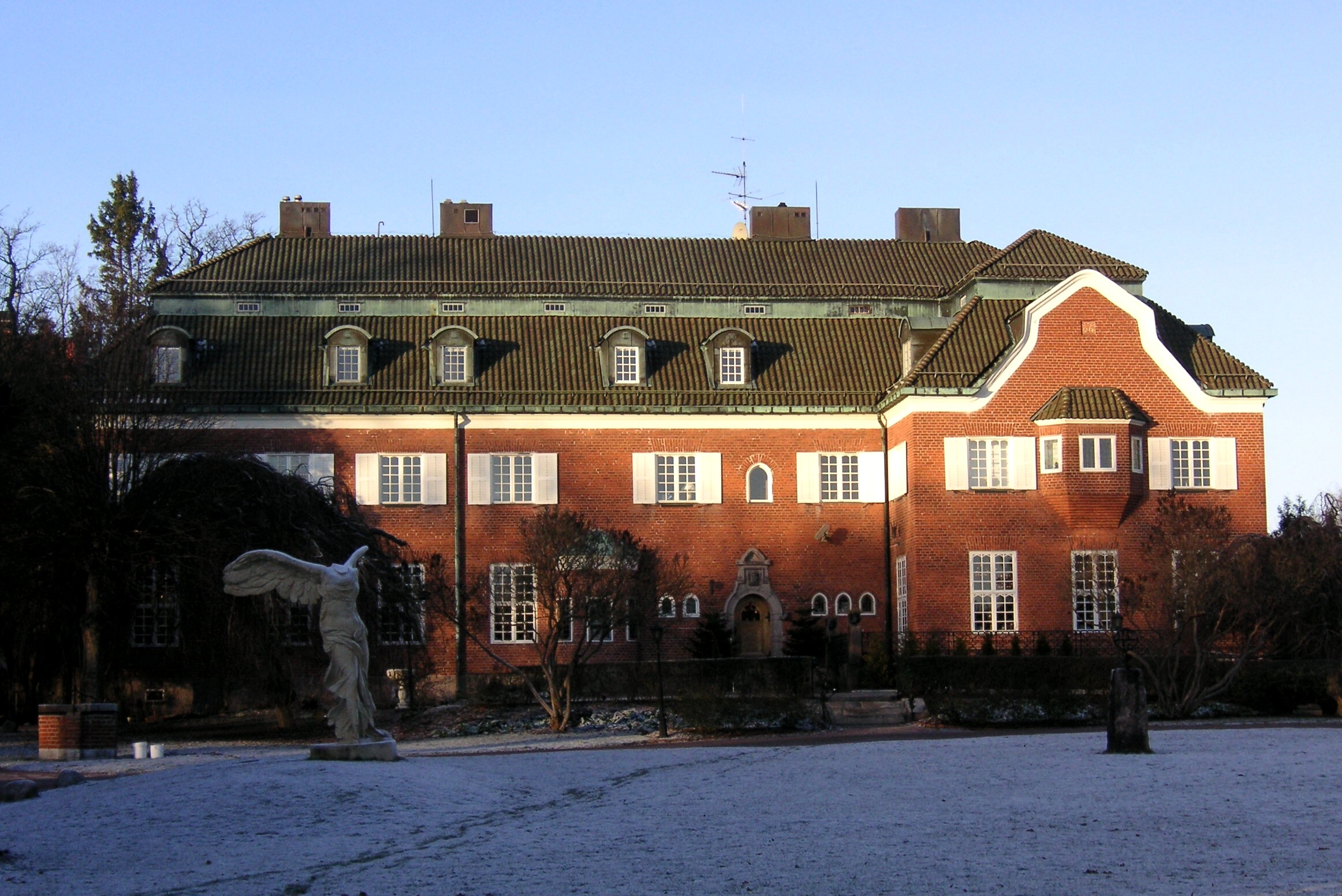
Villa Pauli, Djursholm (Ragnar Östberg)
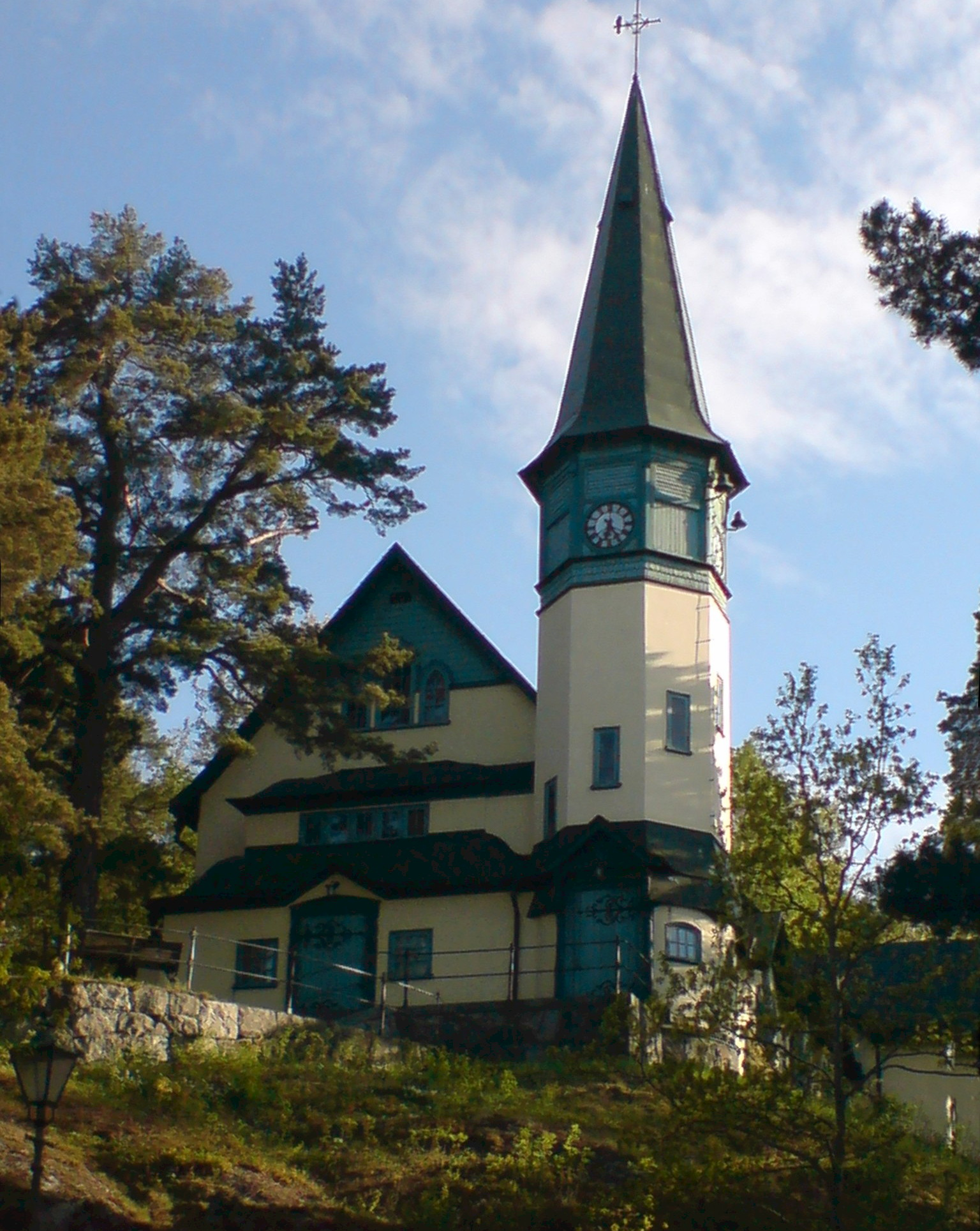
kaple Djursholm (Fredrik Lilljekvist)
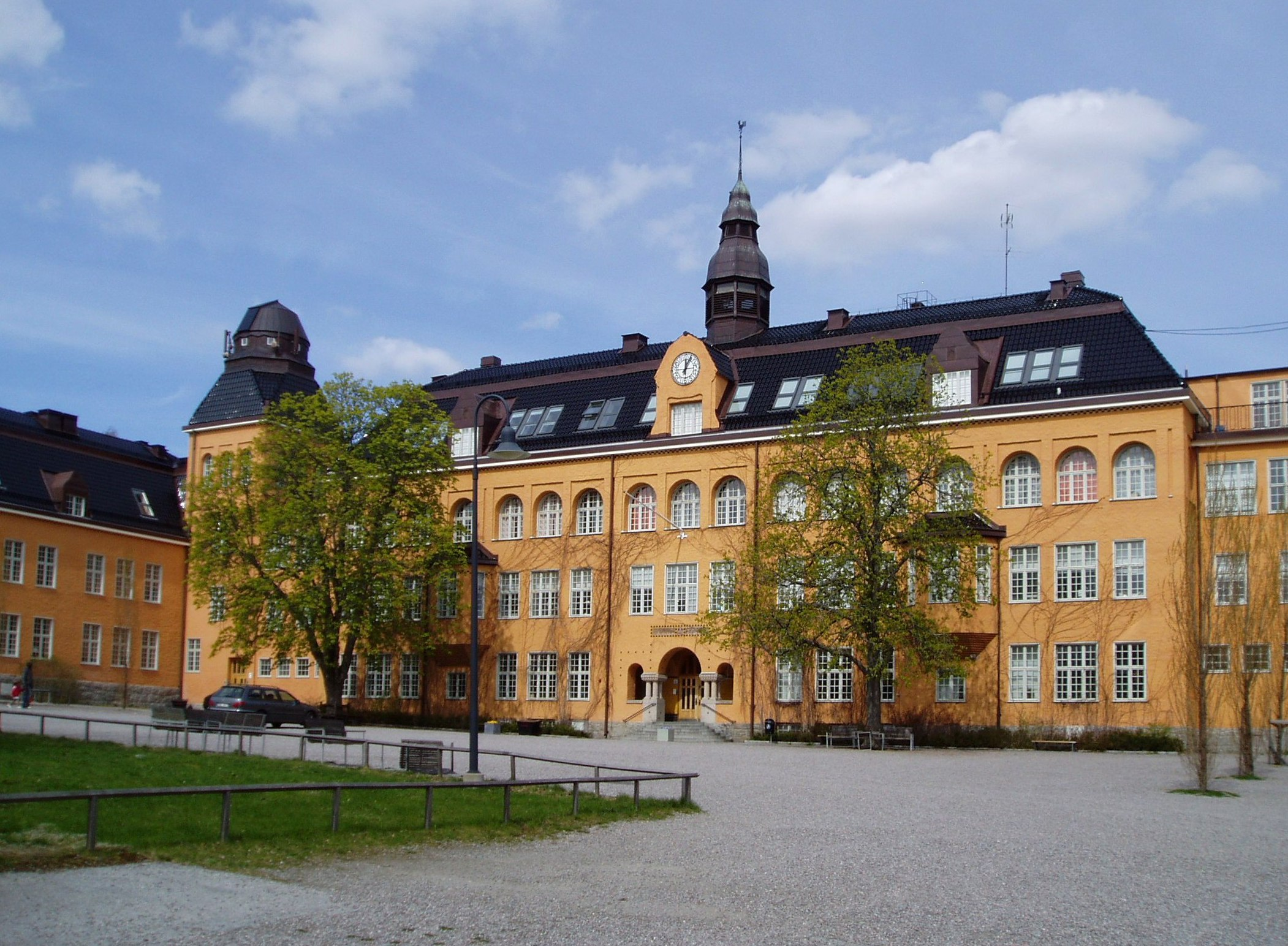
Viktor Rydbergs samskola (Georg A. Nilsson)
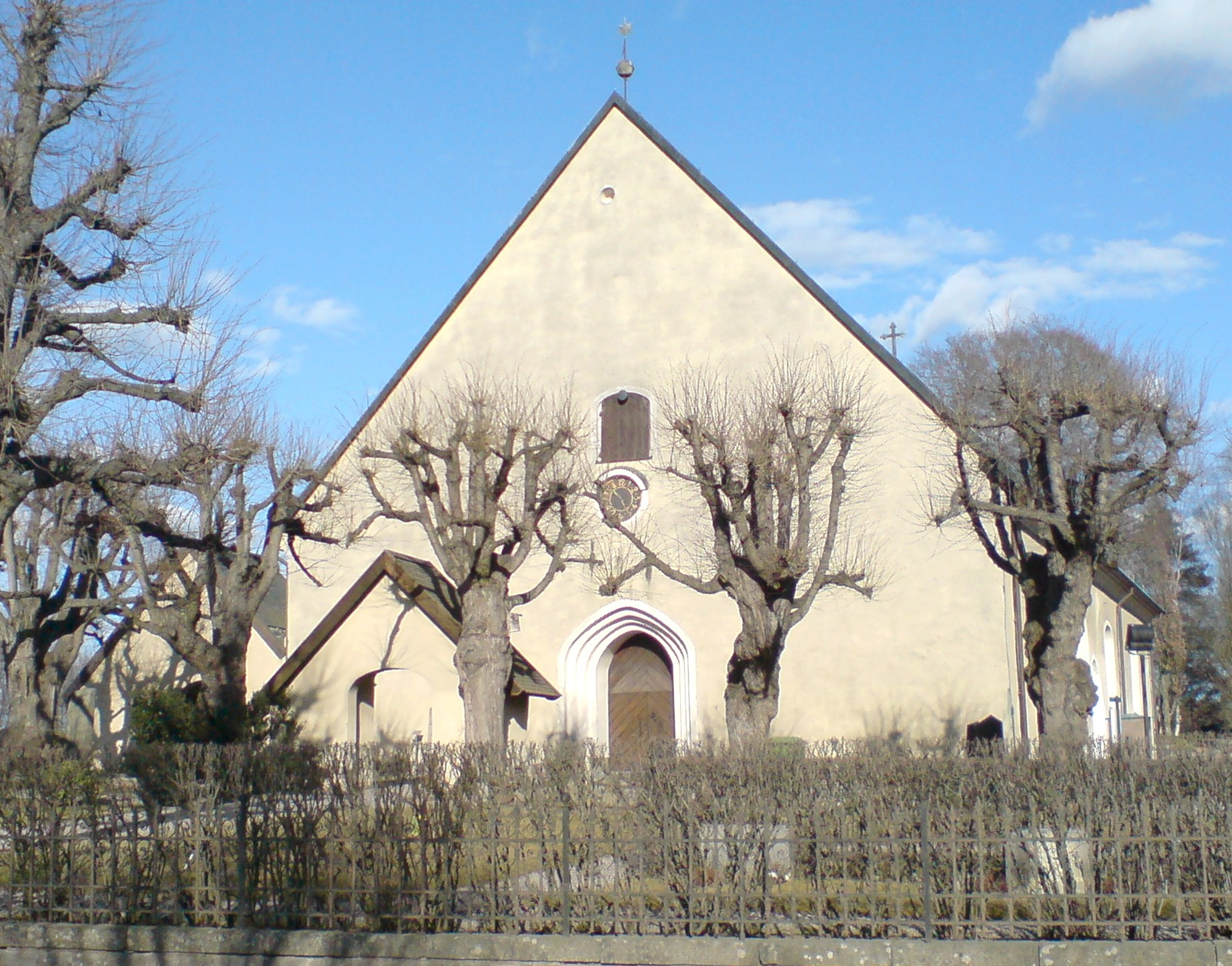
farní kostel Danderyd
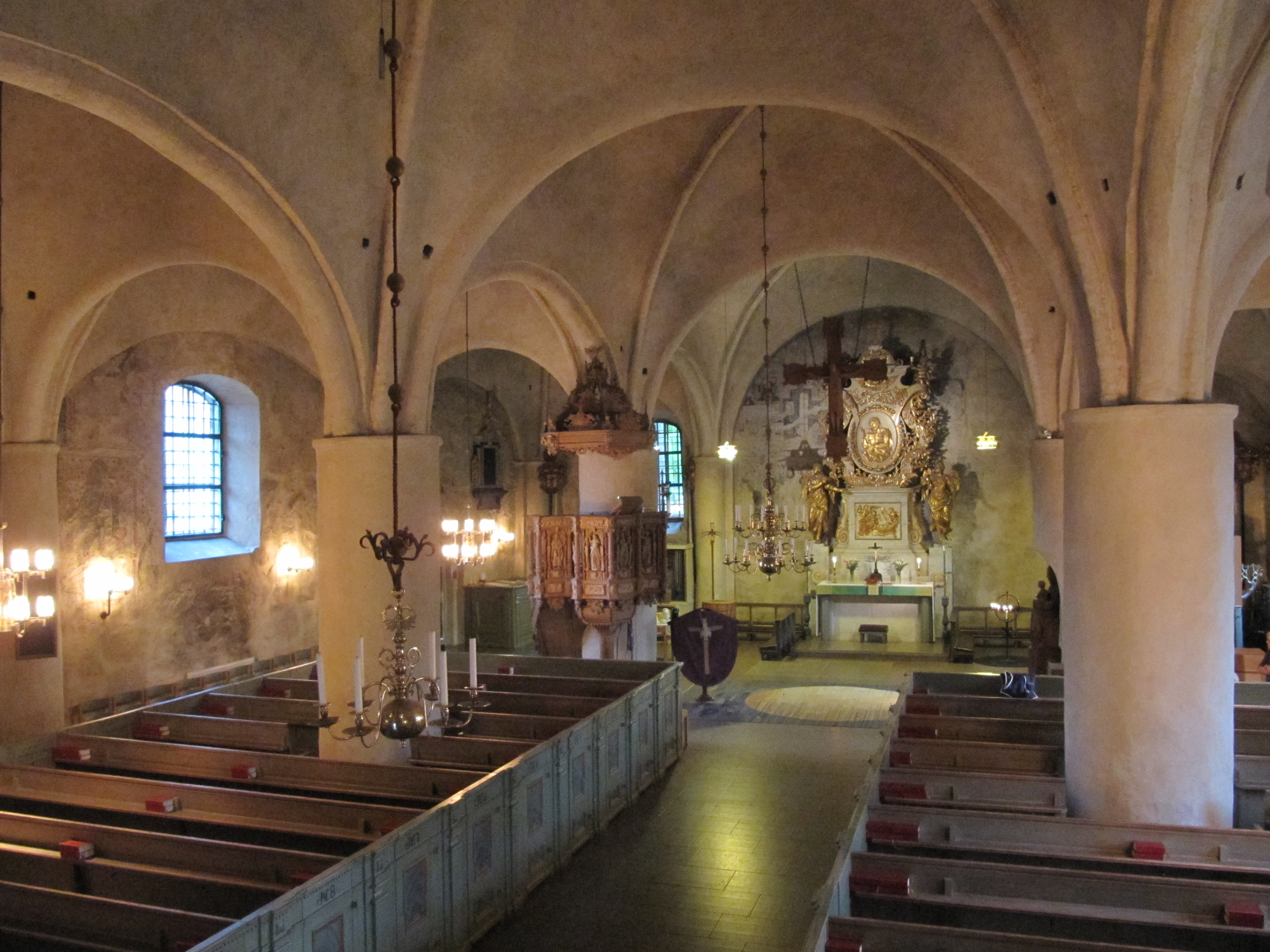
interiér farního kostela

### Hudební zajímavost
Ve Stocksundu, v lokalitě Långängen se nachází hudební Glenstudio, ve kterém skupina ABBA nahrála od podzimu 1974 do jara 1975 téměř celé třetí studiové album, pojmenované stejně jako skupina, pouze píseň Mamma Mia byla nahrána ve studiu Metronome ve Stockholmu (kde byla nahrána celá předchozí a následující alba skupiny).

## Významné osobnosti
- Nils Peter Ambolt (2. dubna 1900 Lund – 24. listopadu 1969, Danderyd byl švédský geodet, astronom a spisovatel.
- Daniel Sebastian Bergman (narozen 7. září 1962 Danderyd) je švédský režisér, syn Ingmara Bergmana a Käbi Lareteiové.
- Herman Bergne (16. října 1899, Östersund – 15. prosince 1982, Danderyd) byl švédský fotograf. Stal se známým jako portrétní a reklamní fotograf se studiem ve Stockholmu, byl dlouholetým oficiálním fotografem královského dvora.
- Vilhelm Carlberg (narozen 5. dubna 1882 Karlskrona – 10. října 1970 Danderyd), byl švédský sportovní střelec, trojnásobný olympijský vítěz (kromě toho získal na olympiádě ještě čtyři stříbrné medaile) a mistr světa.
- Stig Dagerman (5. října 1923, Älvkarleby – 15. listopadu 1954, Enebyberg, Danderyd) byl švédský spisovatel a žurnalista, ve své době byl považován za jednoho z nejlepších a nejtalentovanějších švédských spisovatelů.
- Marie Fredrikssonová (30. května 1958 Össjö – 9. prosince 2019 Djursholm, Danderyd), byla švédská zpěvačka, skladatelka a pianistka. Proslula především ve skupině Roxette, kterou založila spolu s Perem Gesslem roku 1986.
- Jonas Gustavsson (narozen 24. října 1984, Danderyd) je švédský hokejový brankář, mimo jiné držitel stříbrné medaile z ZOH 2014 a dvou bronzových medailí z mistrovství světa (2009 a 2010).
- Hilma af Klint (26. října 1862 Solna – 21. října 1944 Djursholm, Danderyd) byla švédská umělkyně a průkopnice abstraktního umění.
- Niels Fabian Helge von Koch (25. ledna 1870 Stockholm – 11. března 1924 Danderyd) byl švédský matematik, podle kterého byla pojmenována Kochova vločka, jedna z prvních popsaných fraktálních křivek. Dále se zabýval např. prvočísly a teorií čísel.
- Pär Fabian Lagerkvist (23. května 1891 Växjö – 11. července 1974 Danderyd) byl švédský básník, dramatik, romanopisec a autor povídek a esejí, nositel Nobelovy ceny za literaturu za rok 1951.
- Karl Gunnar Myrdal (6. prosince 1898 kraj Dalarna – 17. května 1987) Danderyd) byl švédský ekonom, vysokoškolský učitel, politik a sociolog. Nositel Nobelovy cenu za ekonomii za rok 1974 (společně s Fridrichem Haykem).
- Alva Myrdalová rozená Reimerová (31. ledna 1902 Uppsala – 1. února 1986 Danderyd) byla švédská socioložka, diplomatka a politička, nositelka Nobelovy ceny za mír za rok 1982. Od roku 1924 manželka Gunnara Myrdala.
- Abraham Viktor Rydberg (narozen 18. prosince 1828 Jönköping – 21. září 1895 Danderyd) byl švédský spisovatel, publicista, překladatel a básník. Patřil mezi nejvýznamnější představitele švédské kultury 19. století.
- Björn Ulvaeus (* 1945) – textař, hudební skladatel, zpěvák, producent, kytarista, spisovatel, člen skupiny ABBA, se svou druhou ženou žil v Djursholmu
- Princezna Sofia, vévodkyně z Värmlandu, (narozená 6. prosince 1984 Danderyd) je švédská princezna, manželka švédského prince Karla Filipa, vévodu värmlandského.
- Princ Nicolas Švédský, vévoda z Ångermanlandu (narozen 15. června 2015, Danderyd) je syn švédské princezny Madeleine a jejího manžela Chrise O'Neilla.
- Gabriel Švédský: Princ Gabriel, vévoda z Dalarny (narozen 31. srpna 2017 Danderyd), je švédský princ, syn prince Karla Filipa Švédského a princezny Sofie, vévodkyně z Värmlandu.
- Princezna Adrienne Švédská, vévodkyně z Blekingu (narozena 9. března 2018, Danderyd) je dcera princezny Madeleine Švédské a Christophera O'Neilla.